# Gérard Ernault
Pour les articles homonymes, voir Ernault.
Gérard Ernault, né à Mortain le 5 décembre 1944 et ancien élève de l'École supérieure de journalisme de Lille (42e promotion), est un journaliste français ayant accompli l'essentiel de sa carrière au groupe l'Équipe dont il a été membre du Comité Exécutif pendant près d'une vingtaine d'années. 

## Biographie
Il y a successivement assuré les fonctions de directeur de la rédaction de L'Équipe (1990-1992) et de directeur de la rédaction de France Football (1995-2007), entrainant à leur point record les ventes de ce journal et mondialisant le prestigieux trophée du Ballon d'Or dont il a été Président du jury international pendant 13 ans).
Dans une période intermédiaire, il aura rempli les fonctions de Directeur de la Communication, de la presse et des relations publiques de la Coupe du Monde de football 1998 en France. Il a publié de nombreux ouvrages sur le football et ses acteurs et plus particulièrement le Grand Livre du football en collaboration avec Jacques Thibert (1981) et la Coupe du Monde en collaboration avec Bernard Pivot (1982), de même que Parlons football, série d'entretiens avec Michel Platini (2014).
Président de la Task Force de l'arbitrage de l'élite (2008), rapporteur de la Task Force de l'arbitrage amateur (2009-2010), membre du Conseil Supérieur de l'arbitrage à la Fédération Française de Football (2009-2011), il est depuis 2011 président de l'Association Les Anciens de l'Équipe et il a assuré, à ce titre, la direction des ouvrages L’Équipe raconte L’Équipe (2015) , L’Équipe raconte le Tour de France (2018) et 10 Faubourg-Montmartre(2021).
Fait Chevalier de l'ordre national du Mérite par Michel Platini, alors président de l'UEFA (2008), il a reçu diverses récompenses dont la plus prisée de la corporation, le Prix Henri-Desgrange de l'Académie des Sports (2002).
Il est le père de Frédéric et de Christophe Ernault. Ce dernier, cofondateur et codirecteur éditorial de la revue Schnock, plus connu sous le pseudonyme d'Alister, est auteur-compositeur-interprète de chansons (Prix de la Fondation Barrière pour son premier CD en 2008) dont les titres Qu'est-ce qu'on va faire de toi ?, Filles à problèmes (2008) et La femme parfaite (2011).

## Publications
- Trésor : sans peur et sans reproche (Biographie sur Marius Trésor), Paris, Calmann-Lévy, coll. « Médailles d'or », 1976, 125 p. (ISBN 9782702101629, OCLC 461786747, BNF 34637790, LCCN 77474984)